# Матриці Дірака
Матриці Дірака — матриці 4-го рангу, які використовуються у рівнянні Дірака.

## Визначення
Матриці Дірака визначаються так
{\displaystyle {\hat {\beta }}=\left({\begin{matrix}1&0&0&0\\0&1&0&0\\0&0&-1&0\\0&0&0&-1\end{matrix}}\right)=\left({\begin{matrix}I&0\\0&-I\end{matrix}}\right)},
{\displaystyle {\hat {\alpha }}_{x}=\left({\begin{matrix}0&0&0&1\\0&0&1&0\\0&1&0&0\\1&0&0&0\end{matrix}}\right)=\left({\begin{matrix}0&{\hat {\sigma _{x}}}\\{\hat {\sigma }}_{x}&0\end{matrix}}\right)},
{\displaystyle {\hat {\alpha }}_{y}=\left({\begin{matrix}0&0&0&-i\\0&0&i&0\\0&-i&0&0\\i&0&0&0\end{matrix}}\right)=\left({\begin{matrix}0&{\hat {\sigma }}_{y}\\{\hat {\sigma }}_{y}&0\end{matrix}}\right)},
{\displaystyle {\hat {\alpha }}_{z}=\left({\begin{matrix}0&0&1&0\\0&0&0&-1\\1&0&0&0\\0&-1&0&0\end{matrix}}\right)=\left({\begin{matrix}0&{\hat {\sigma _{z}}}\\{\hat {\sigma }}_{z}&0\end{matrix}}\right)},
де I — одинична матриця, {\displaystyle {\hat {\sigma }}_{i}} — матриці Паулі.

## Гамма-матриці
Окрім цих матриць, використовуються також гамма-матриці. Існує деяка розбіжність щодо позначень. В «нерелятивістських» позначеннях вони мають вигляд
{\displaystyle \gamma _{\mu }=-i\beta \alpha _{\mu }\,} для {\displaystyle \mu =1,2,3}
та {\displaystyle \gamma _{4}=\beta }.
В релятивістських позначеннях використовується індекс 0 замість індекса 4. Тоді контраваріантна форма матриць Дірака
{\displaystyle \gamma ^{0}={\begin{pmatrix}1&0&0&0\\0&1&0&0\\0&0&-1&0\\0&0&0&-1\end{pmatrix}},\gamma ^{1}\!=\!{\begin{pmatrix}0&0&0&1\\0&0&1&0\\0&-1&0&0\\-1&0&0&0\end{pmatrix}}}
{\displaystyle \gamma ^{2}\!=\!{\begin{pmatrix}0&0&0&-i\\0&0&i&0\\0&i&0&0\\-i&0&0&0\end{pmatrix}},\gamma ^{3}\!=\!{\begin{pmatrix}0&0&1&0\\0&0&0&-1\\-1&0&0&0\\0&1&0&0\end{pmatrix}}.}
В таких позначеннях матриці складають 4-вектор. Коваріантну форму можна знайти опусканням індекса, використовуючи метричний тензор простору Мінковського.
П'ята матриця Дірака вводиться як
{\displaystyle \gamma ^{5}:=i\gamma ^{0}\gamma ^{1}\gamma ^{2}\gamma ^{3}={\begin{pmatrix}0&0&1&0\\0&0&0&1\\1&0&0&0\\0&1&0&0\end{pmatrix}}}
Навіть коли індекс 4 не використовується, ця матриця має номер 5.